# 2014 RL74
2014 RL74 est un objet transneptunien de magnitude absolue 5,92 faisant partie des cubewanos.
Son diamètre est estimé à 310 km ce qui pourrait le qualifier comme un candidat au statut de planète naine.